# Mouvement social et politique « Action européenne »
Le Mouvement social et politique « Action européenne » (en roumain, Mișcarea social-politică “Acțiunea Europeană”, MAE) était un petit parti politique de Moldavie ayant existé d'octobre 2006 à mars 2011, dirigé par Anatol Petrencu. Il n'a obtenu qu'un peu plus de 1 % des voix lors des élections législatives du 5 avril 2009, en se battant notamment sur le terrain de la lutte contre la corruption.